# Adret

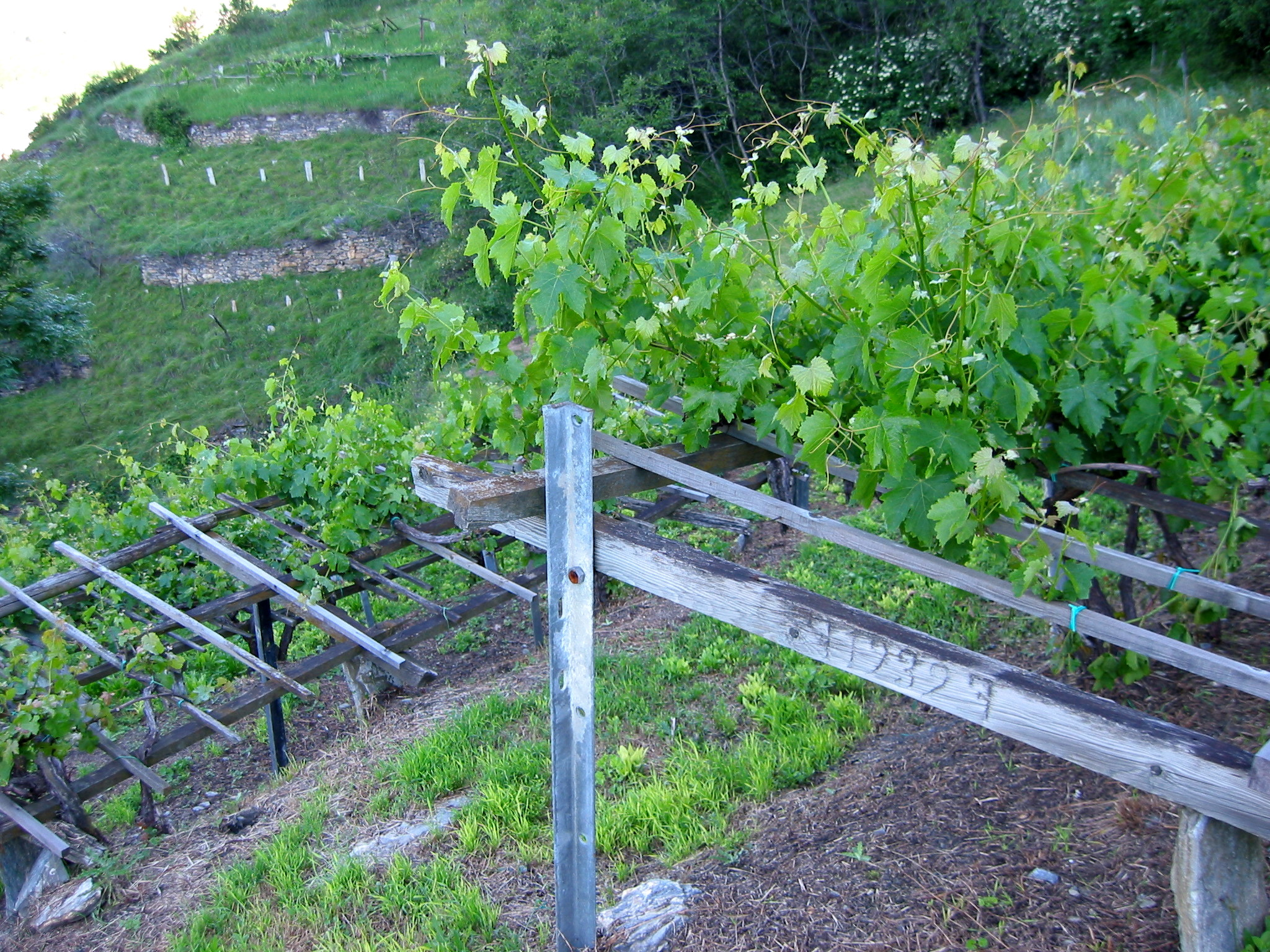
Vitigni di Prié blanc a Morgex, dove l'ottima esposizione consente la pratica della viticoltura anche ad alta quota

Con il termine Adret (pron. francese, adré - [adʁe]) in Valle d'Aosta si intende la sinistra orografica della valle stessa. La definizione si contrappone con quella di Envers, ovvero la destra orografica della valle.

## Etimologia
Il termine proviene dal latino dirēctu(m), participio passato del verbo dirigĕre («dirigere»), e dall'aggettivo dirēct(us) («diretto»). Ha per omologhi in francese antico adrecht, dal latino ad rēct(um) («in linea retta» o «diritto»), dreit o drecht in provenzale, dret in occitano, indrit in piemontese e dritto, od anticamente anche «destro», in italiano.
L'adret sta ad indicare il versante della valle maggiormente favorito dall'esposizione al sole e dove è possibile avere un'agricoltura più propizia e produttiva. Infatti il termine adret dal patois valdostano significa versante diritto e quindi versante solatio.

## Caratteristiche fisiche
In alcune zone dei versanti all'adret i raggi solari colpiscono il terreno con una inclinazione che può raggiungere i 90°, cosa che su terreno pianeggiante avviene solo nella fascia tropicale. Il potere calorifico del sole in queste aree è quindi molto elevato e consente il precoce scioglimento della neve, che permane al suolo per un tempo molto minore di quello che ci si aspetterebbe considerando solo l'altitudine e le quantità di precipitazioni nevose.

## Influenze su agricoltura e foreste
Le caratteristiche climatiche dell'adret rendono l'ambiente piuttosto arido e in campo forestale danno origine a boschi con una presenza significativa di essenze termofile quali la roverella e il pino silvestre. Nelle situazioni più propizie sono presenti vere e proprie oasi xerotermiche caratteristiche per la presenza di specie vegetali mediterranee come il timo o il mandorlo.
Il versante adret è coltivato a vigna e frutteti, in particolare meleti; in passato produceva anche cereali.

## Collocazione geografica

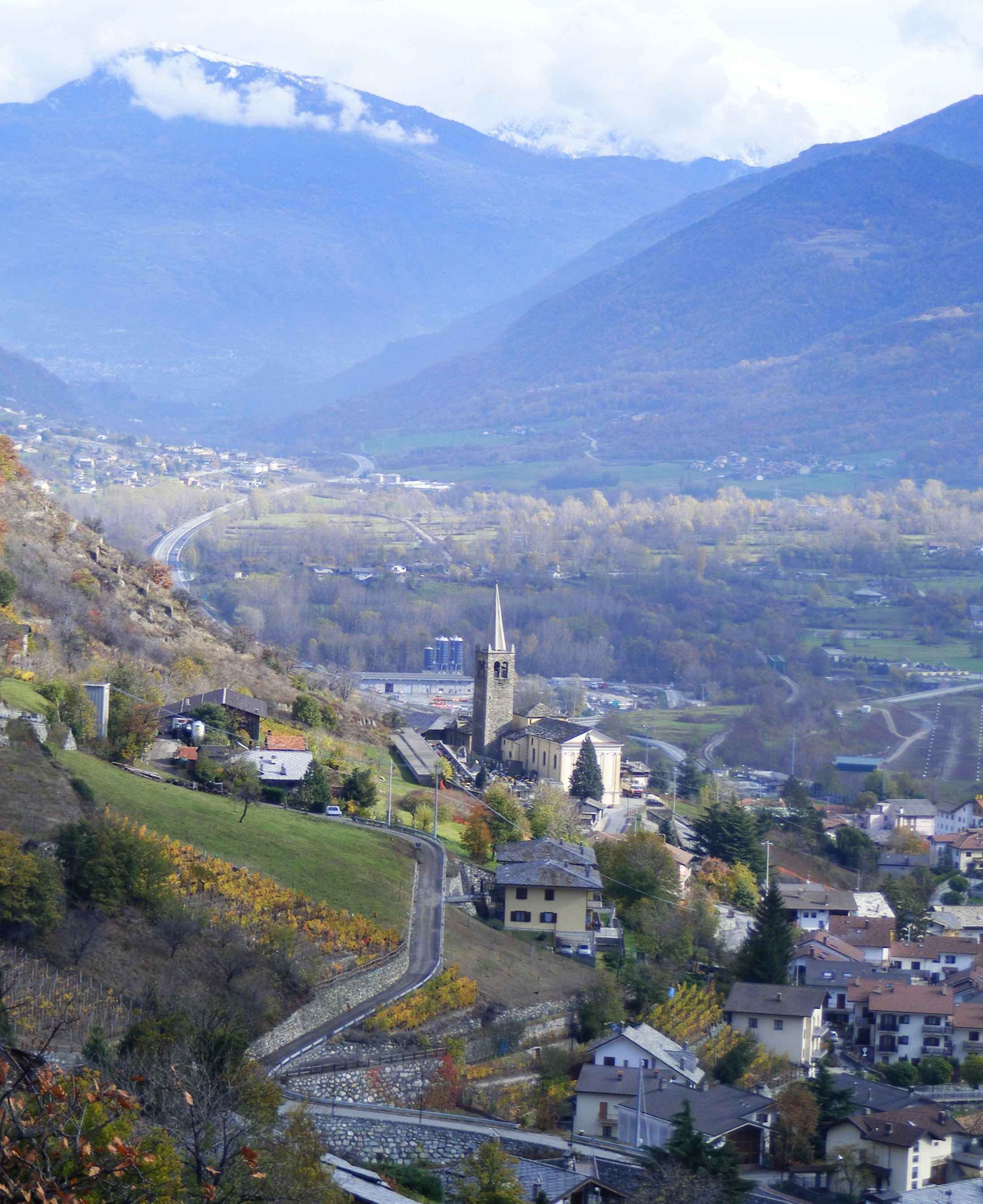
Il capoluogo di Nus (con la chiesa parrocchiale), interamente sulla sinistra idrografica della Dora Baltea.

Vista la disposizione ovest-est della Valle d'Aosta, l'adret è il versante a nord che si affaccia verso il monte Bianco, il Cervino e il monte Rosa.
Sono valli dell'Adret le seguenti:
- Val Ferret
- Comba di Vertosan
- Valle del Gran San Bernardo
- Valpelline
- Vallone di Saint-Barthélemy
- Valtournenche
- Val d'Ayas
- Valle del Lys